# Lode Sebregts
Lode Sebregts (28 november 1906 - 18 juni 2002) was een Belgisch kunstschilder, aquarellist en tekenaar van bloemen, figuren, naakten, portretten, stadsgezichten en stillevens. Hij was eveneens decor- en kostuum-ontwerper aan de Koninklijke Nederlandse Schouwburg van Antwerpen. Tot 1974 was hij de afficheontwerper voor de stad Antwerpen. Ook het achter-glasschilderen, het églomisé, was hem niet onbekend.
Sebregts genoot zijn opleiding aan de Academie van Antwerpen en het NHISKA bij Isidoor Opsomer, Albert Saverys en Edward Pellens. Later is hij als leraar aan het SISA en de Studio Herman Teirlinck verbonden. 
Lode Sebregts was ook een verstokt pijproker en zodoende werd hij door de Sinjoren-pijpeniersgilde tweemaal tot "pijpenier van het jaar" verkozen. Het werk van Lode Sebregts is aanwezig in het Prentenkabinet, het Koninklijk Museum voor Schone Kunsten, het Scheepvaartmuseum en het AMVC in Antwerpen.
- Digitale Bibliotheek voor de Nederlandse Letteren: sebr005
- Gemeinsame Normdatei: 1053268882
- International Standard Name Identifier: 0000 0000 6985 4873
- RKD-Nederlands Instituut voor Kunstgeschiedenis: 71713
- Union List of Artist Names: 500171122
- Virtual International Authority File: 96671508
- WorldCat: E39PBJrGvgYtjhRFBCKDK48KVC